# Angelica Mandy
Angelica Joyce Mandya (født 25. august 1992) er en engelsk skuespiller og model, som der er kendt for at spille rollen som Gabrielle Delacour i filmatiseringen af bøgerne om Harry Potter.
Hun ses første gang som Gabrielle Delacour, i den fjerde film, Harry Potter og Flammernes Pokal fra 2005 og hun spiller rollen igen i den syvende film Harry Potter og Dødsregalierne - del 1.
Hun medvirkede også i filmen Vanity Fair i 2004.

## Filmografi
- Vanity Fair (2004)
- Harry Potter og Flammernes Pokal (2005)